# موکسی
موکسی (انگلیسی: Moxie) یک فیلم سینمایی کمدی-درام آمریکایی محصول سال ۲۰۲۱ به کارگردانی ایمی پولر که براساس رمانی به همین نام ساخته جنیفر ماتیو ساخته شده‌است. در این فیلم هادلی رابینسون، لورن تسای، جوزفین لانگفورد و پاتریک شوارتزنگر بازی می‌کنند.
این فیلم در ۳ مارس ۲۰۲۱ توسط نتفلیکس منتشر شد.

## داستان
این فیلم داستان یک نوجوان شانزده ساله را به تصویر می‌کشد که بسیار خجالتی می‌باشد و از وضعیت موجود در دبیرستانش به ستوه آماده است. او از گذشته‌ی عصیانگر مادرش الهام می‌گیرد و باعث ایجاد ماجرایی می‌شود که دبیرستانش را متحول می‌کند و… 

## فیلمبرداری
فیلم‌برداری اصلی در اکتبر ۲۰۱۹ آغاز شد.